# Maršovický vrch
Maršovický vrch je poměrně nevýrazná hora v okrese Jablonec nad Nisou v Libereckém kraji. Nachází se v předhůří Jizerských hor, je nejvyšším vrcholem Maršovické vrchoviny. Od Černostudničního hřebene vrch odděluje sedlo, ve kterém leží osada Dolní Černá Studnice. Vrch obklopují z jihu ves Maršovice, od východu a severu osady Krásná a Dolní Černá Studnice. Pod západními svahy leží Jablonecká část Kokonín.

## Neolitičtí horníci
Část Maršovického vrchu je tvořena amfibolovým kontaktním rohovcem, ideální surovinou pro výrobu kamenných seker. Ačkoliv někteří odborníci poukazovali již v minulosti na shodu místní horniny s nalézanými kamennými sekyrami, teprve v letech 2002–2009 zde probíhal první archeologický výzkum. Ten potvrdil rozsáhlou pravěkou těžbu o stáří 6–7 tisíc let. Pravěká těžba byla zatím datována šesti kalibrovanými radiokarbonovými daty do rozmezí 4860–5316 let př. n. l. To jednoznačně prokazuje těžbu v mladší době kamenné. Rozpětí datací ukazuje na těžbu během celého staršího neolitu. Zachované pravěké těžební jámy pokrývají plochu asi 22 ha. Zbytek unikátní plochy byl "zplanýrován" při středověké kolonizaci ale archeologické situace se pod zemí dochovaly i zde. Při výzkumech byly dosud nalezeny štípané kamenné artefakty, pylová zrna neolitického stáří a také ohniště z doby před 7 tisíci lety. Díky těmto nálezům se podařilo získat například obraz okolní vegetace. Okolní les v době těžby tvořila lípa s lískou, bříza, dub, borovice a jasan. Obdobné složení lesa bychom dnes museli hledat někde u Mladé Boleslavi (o 300–350 výškových metrů níže). Je to způsobeno tím, že v neolitu byly průměrné teploty asi o 3 stupně Celsia vyšší než dnes. Archeologové při výzkumu a souvisejících experimentech také získávají unikátní informace o průběhu těžby, výrobních postupech, produktivitě výroby atp. Z dosavadních poznatků vyplývá, že získaný materiál byl nahrubo opracován do podoby "polotovarů" a transportován do "dílen" vázaných na trvalá sídla ležící mimo místa těžby. Popsaný je i distribuční areál suroviny, který ukazuje že se s místním kamenem čile obchodovalo. Ve starším a středním neolitu surovina z Jizerských hor zcela převládá v oblasti Čech, Moravy a Saska a dominantní je ještě na lokalitách vzdálených až 450 km od zdroje (Hesensko). Artefakty z této suroviny byly nalezeny i na jih od Alp v severní Itálii. Význam lokality je tedy zcela mimořádný. Jde o jeden z největších komplexů svého druhu v Evropě a navíc patří mezi nejstarší. Unikátní je i vynikající dochování poměrně velké plochy bez výraznějšího poškození.